# Leszczyna turecka
Leszczyna turecka, leszczyna drzewiasta (Corylus colurna L.) – gatunek drzewa klasyfikowanego w zależności od systemu do rodziny brzozowatych lub leszczynowatych. Występuje w Europie południowo-wschodniej i Azji Mniejszej od Kaukazu po Himalaje. W Polsce gatunek jest uprawiany, ale ma status już zadomowionego antropofita – rozsiewa się w parkach.

## Morfologia

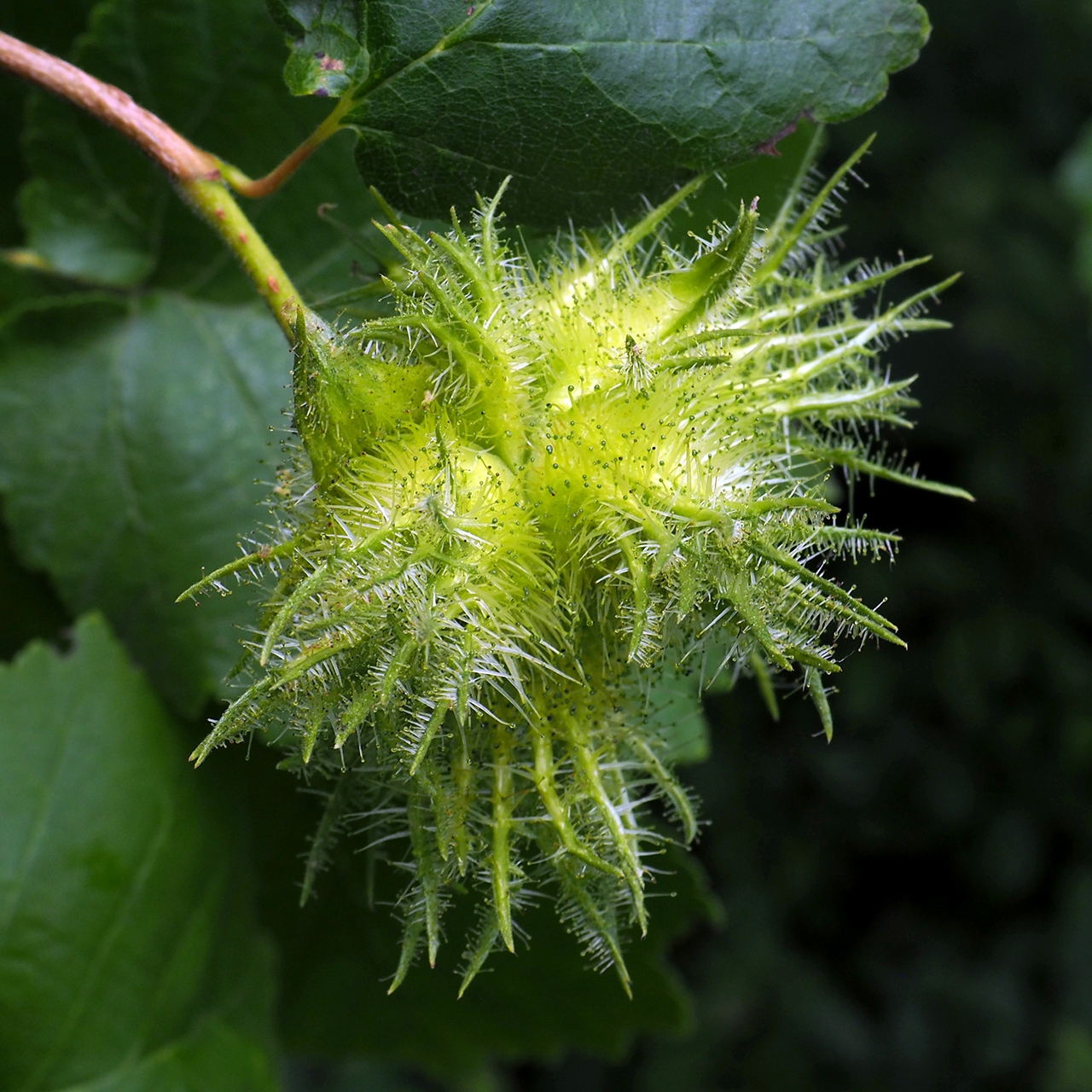
Owoce

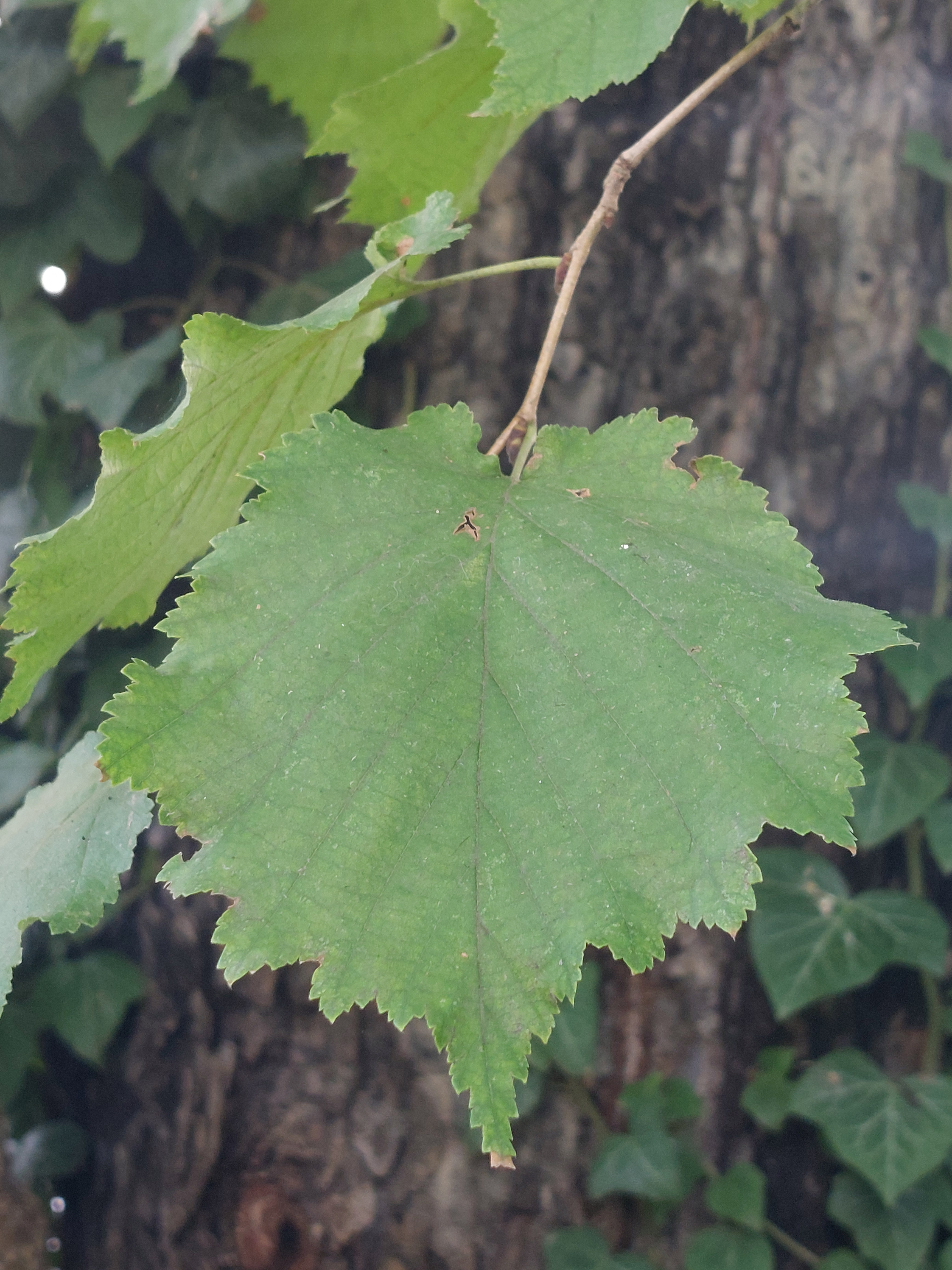
Liść

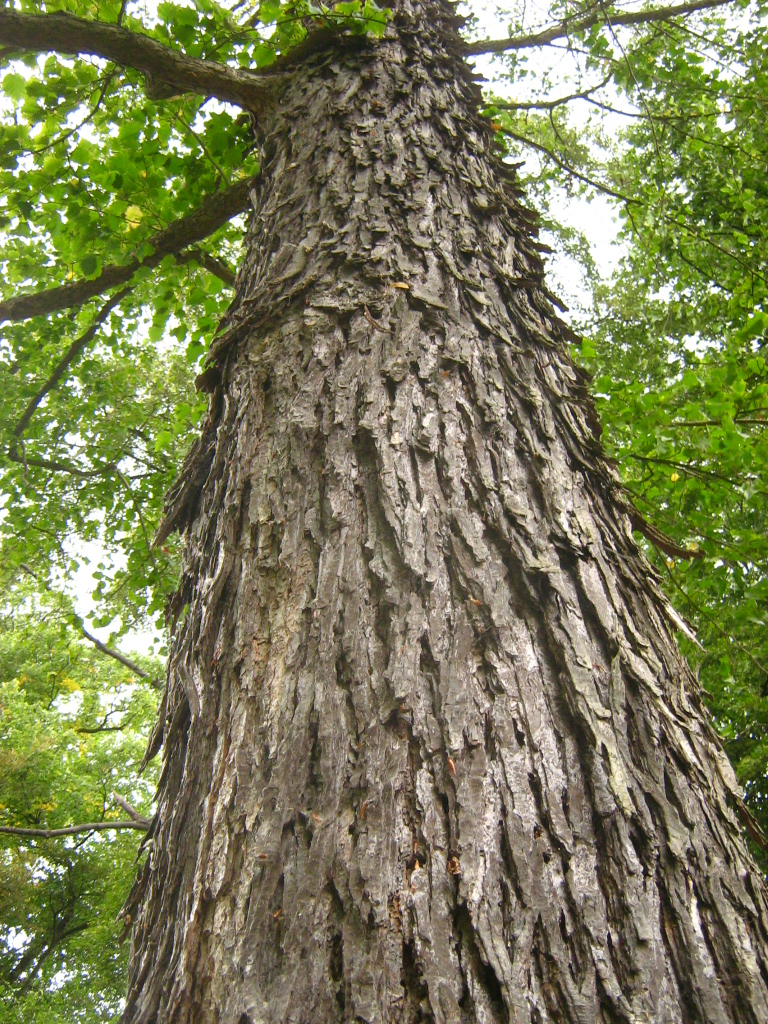
Pień

PokrójDrzewo średniej wielkości, o wysokość do 20 m. Korona szeroka i zaokrąglona szerokości 8-15 m. Szerokostożkowata lub jajowata, ze smukłym, dobrze zaznaczonym wierzchołkiem, w zarysie regularna i jednorodna. Konary i gałęzie u młodszych okazów prawie okółkowe, zawsze jednak skierowane skośnie w górę i dość proste.
PieńKora jasnobrązowa, o szarym odcieniu, u dojrzałych drzew mocno korkowa.
LiścieOpadające na zimę, skrętoległe, szerokojajowate, ciemnozielone, jesienią złocistożółte. Długości 8-12 cm i prawie takiej samej szerokości. Z przodu krótko zaostrzone, na brzegach podwójnie ząbkowane lub wrębne.
KwiatyRoślina jednopienna. Kwiaty męskie zebrane w kotki o długości 8-12 cm, nagie, zielone lub jasnożółte. Kwiaty żeńskie w postaci pączka, w czasie kwitnienia rozpoznawalne tylko po długich, wystających, zwykle karminowoczerwonych znamionach.
OwocOrzechy zebrane po kilka, każdy otoczony frędzelkowatą okrywą owocową. Do 2 cm długości. Łupina gruba i twarda. Owoce dojrzewają od września do października. Nazywane są potocznie orzechami laskowymi, są bardzo pożywne. Zawierają 60% tłuszczu, 15% białka i 7% cukru.

## Zastosowanie
- Roślina uprawna – jako roślina sadownicza w Polsce bez znaczenia, głównie uprawy amatorskie oraz doświadczalne. Na świecie szlachetne odmiany leszczyny uprawia się głównie w basenie Morza Śródziemnego (cieplejszy klimat, co zdecydowanie zwiększa plonowanie). Największym producentem na świecie jest Turcja, poza tym duże hodowle w Hiszpanii, Włoszech i na Półwyspie Bałkańskim oraz w Stanach Zjednoczonych (przede wszystkim Kalifornia).
- Często wykorzystywane są niektóre odmiany ozdobne w architekturze zieleni.
- Drewno jest średnio twarde i średnio ciężkie. Dobrze obrabia się mechanicznie. Wykorzystywane jest do wyrobu mebli i forniru[9].
- Z owoców uzyskuje się olej o znacznej odporności na jełczenie, który znajduje zastosowanie w przemyśle spożywczym, farmaceutycznym, farbiarskim oraz kosmetycznym.